# Aysha clarovittata
Aysha clarovittata är en spindelart som först beskrevs av Eugen von Keyserling 1891.  Aysha clarovittata ingår i släktet Aysha och familjen spökspindlar. Inga underarter finns listade.